# Земельное право
Земельное право — это отрасль права, сочетающая в себе черты многих отраслей права (включая семейное, процессуальное, административное, контрактное право) и рассматривает вопрос, кто является полноправным владельцем и какие права в отношении собственности имеет третье лицо (право собственности, пользования; существуют ли ограничения, связанные с данной недвижимостью).
Это отрасль права, система юридических норм, регулирующих общественные отношения по поводу рационального использования и охраны земель, охраны прав землевладельцев и землепользователей.
Земля может использоваться в разных качествах: как средство производства в сельском хозяйстве, как пространственная база для размещения различных объектов (путей, дорог, зданий, сооружений и т.др.), как часть окружающей природной среды.
К специфическим особенностям земли как средства производства можно отнести также ее пространственную ограниченность (необходимость использования земель в том количестве, которое определено природой), постоянство местонахождения (необходимость использования земельного участка там, где она размещена), незаменимость (невозможность использования вместо земель других средств производства).
Наряду с предметом правового регулирования критериев отрасли права относят и метод правового регулирования — совокупность средств и способов воздействия правовых норм на участников земельных отношений. Метод земельного права складывается из установленных земельно-правовыми нормами прав и обязанностей участников земельных правоотношений и применение к ним мер государственного принуждения при невыполнении правовых норм.
Для современного земельного права характерно сочетание императивного и диспозитивного методов правового регулирования.
Императивный метод заключается в установлении государством обязательных для исполнения предписаний и запретов и мер юридической ответственности за их невыполнение. Этот метод играл преобладающую роль в условиях исключительной собственности государства на землю в советский период. Сегодня императивные способы регулирования земельных отношений применяется в основном к отношениям, которые складываются в сфере государственного управления землей (ведение государственного земельного кадастра, землеустройства, мониторинга земель и тому подобное).
В современный период все больше используется диспозитивный метод регулирования земельных отношений, который предусматривает возможность участников земельных отношений самостоятельно определять модель своего поведения, но в рамках, определенных законом. Земельная реформа наделила субъектов земельных правоотношений широкими возможностями по осуществлению сделок с земельными участками.
Для современного земельного права стал характерным и метод экологизации, который выражается в закреплении требований по улучшению экологической ситуации, экологических принципов использования земель, защиты их от негативных воздействий производственной и иной деятельности.
Характерные для земельного права и свои отраслевые принципы — нормативно-руководящие основы регулирования всех видов земельных отношений, а также реализации земельно-правовых норм.
К ним, в частности, относятся:
а) сочетания особенностей использования земли как территориального базиса, природного ресурса и основного средства производства;
б) обеспечение равенства права собственности на землю граждан, юридических лиц, территориальных общин и государства;
в) невмешательства государства в осуществление гражданами, юридическими лицами и территориальными гражданами своих прав относительно владения, пользования и распоряжения землей;
г) обеспечения рационального использования и охраны земель;
д) обеспечение гарантий прав на землю;
е) приоритета требований экологической безопасности.
Как и каждая отрасль права, земельное право имеет свою систему — определенную внутреннюю структуру построения отрасли, порядок и последовательность расположения ее правовых институтов.
По своей структуре земельное право делится на общую и отдельную части.
К общей части относятся правовые институты, которые имеют общий характер для всех земель. К ним можно отнести институты права собственности на землю; права пользования землей и аренды земель; государственного управления земельным фондом, охраны земель; ответственность за нарушение земельного законодательства и др.
Особенную часть составляют правовые институты, определяющие правовой режим отдельных категорий земель: сельскохозяйственного назначения; жилой и общественной застройки; природно-заповедного фонда; оздоровительного назначения; рекреационного назначения; историко-культурного назначения; лесного фонда; водного фонда; промышленности, транспорта, связи, энергетики, обороны и другого назначения.